# Pleuronectes platessa
Pour les articles homonymes, voir Carrelet.
Plie commune, carrelet
 (septembre 2016).
Si vous disposez d'ouvrages ou d'articles de référence ou si vous connaissez des sites web de qualité traitant du thème abordé ici, merci de compléter l'article en donnant les références utiles à sa vérifiabilité et en les liant à la section « Notes et références ».
Espèce
Statut de conservation UICN

 LC  : Préoccupation mineure
La plie commune (Pleuronectes platessa) est une espèce de poissons plats benthiques de la famille des Pleuronectidae. Également appelée carrelet, plie d'Europe ou tout simplement plie, elle vit sur les fonds sablonneux ou vaseux, parfois de graviers.

## Aire de répartition
On rencontre la plie dans tout le nord-est de l'Atlantique, du Maroc jusqu'à la Norvège, ainsi qu'en Méditerranée.

## Description
Comme tous les poissons de la famille des Pleuronectidae, Pleuronectes platessa possède un corps aplati asymétrique et ses yeux sont sur un même côté de ce corps. C'est un poisson plat à corps ovale, dont les yeux sont généralement situés sur le côté droit (on parle de poisson dextre), qui présente 4 à 7 protubérances osseuses sur la région postérieure de la tête, ainsi qu'une ligne latérale courbée au niveau des nageoires pectorales. Il mesure entre 25 et 45 cm en moyenne, pour un poids de 500 g à 1,5 kg, avec des prises record allant jusqu'à 95 cm de long, pour un poids de 7 kg,. La face supérieure de la plie est généralement de couleur beige à brunâtre, ponctuée d'orangé, la face inférieure d'un gris plus clair et uni.

## Reproduction
Sa période de reproduction est en hiver, et l'incubation dure trois semaines environ. La femelle pond jusqu'à plus d'un million d'œufs qui sont directement relâchés dans l'eau et qui flottent au gré des courants. Ces œufs donnent naissance à des larves pélagiques qui deviendront benthiques au bout de 5 à 8 semaines. Les plies atteignent leur maturité sexuelle entre 3 et 4 ans. Les femelles vivent en moyenne 24 ans, contre 12 pour les mâles.

## Pêche

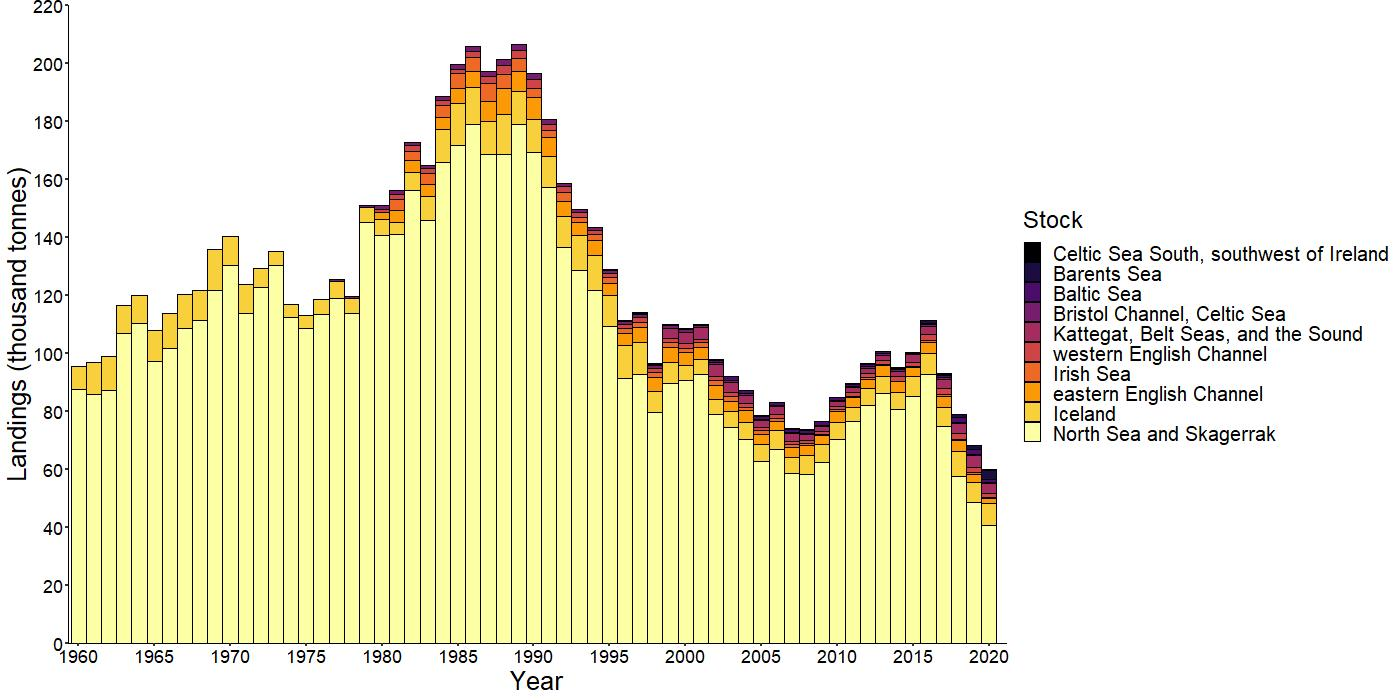
Évolution de la quantité de plies pêchées dans le monde par mer et océan (milliers de tonnes).

### Tailles minimum de capture

#### Mailles légales pour la France
La maille de la plie commune, c'est-à-dire la taille légale de capture pour les pêcheurs amateurs et professionnels, est de 27 cm en Manche, en Atlantique, en mer du Nord et en Méditerranée.

#### Mailles biologiques
La maille biologique, c'est-à-dire la taille à laquelle 100 % des plies communes se sont reproduites, est de 35 cm.

## Confusions possibles
Le mode de vie et le patron de coloration de la plie sont étroitement partagés avec le flet et la limande, ce qui entraine de nombreuses confusions. De plus, ces espèces sont capables d'homochromie, dans un but de mimétisme. Les colorations de ces espèces sont donc variables et compliquent le travail d'identification.